# Nicholls Lake
Nicholls Lake är en sjö i Kanada.   Den ligger i Thunder Bay District och provinsen Ontario, i den sydöstra delen av landet, 1 100 km nordväst om huvudstaden Ottawa. Nicholls Lake ligger 316 meter över havet. Arean är 0,87 kvadratkilometer. Den sträcker sig 1,5 kilometer i nord-sydlig riktning, och 2,1 kilometer i öst-västlig riktning.
I omgivningarna runt Nicholls Lake växer i huvudsak blandskog. Trakten runt Nicholls Lake är nära nog obefolkad, med mindre än två invånare per kvadratkilometer.